# Rothaurach
Rothaurach (fränkisch: Roudaura) ist ein Gemeindeteil der Kreisstadt Roth im Landkreis Roth (Mittelfranken, Bayern). Die Gemarkung Rothaurach hat eine Fläche von 6,980 km². Sie ist in 1349 Flurstücke aufgeteilt, die eine durchschnittliche Fläche von 5174,51 m² haben.

## Geografie
Das Dorf liegt an der Aurach. Im Südwesten grenzt das „Rothauracher Holz“ an, im Westen die „Hermeslohe“ und im Nordwesten die „Ried“. Im Norden befindet sich das Flurgebiet „Lache“, im Osten das Flurgebiet „Steinig“. Im Südosten liegt das Waldgebiet „Auf der Schanze“. Dort erhebt sich der Wallenberg (378 m ü. NHN).
Der alte Dorfkern befindet sich nördlich der Äußeren Abenberger Straße entlang der Straße nach Büchenbach, die etwa in der alten Dorfmitte die Aurach überquert. Dort gibt es neben einem Gasthof und einem weiteren, nicht mehr genutzten Gaststättengebäude im Wesentlichen landwirtschaftliche Gehöfte in der regionaltypischen Sandsteinbauweise. Im Aurachtal steht eine ehemalige Mühle, die einst für die Stromversorgung in Betrieb war. Sie ist noch bewohnt. Die neue Siedlung südlich der Äußeren Abenberger Straße besteht hauptsächlich aus freistehenden und als Doppelhaus ausgeführten Ein- und Zweifamilienhäusern sowie vereinzelten Mehrfamilienhäusern. Im Osten, in Richtung Roth, wurde die Siedlung Pfeiffersgärtlein mit einheitlich gestalteten Reihenhäusern gebaut.
Die Staatsstraße 2220 führt nach Roth (2,6 km nordöstlich) bzw. die Staatsstraße 2224 kreuzend nach Aurau (2,5 km westlich). Eine Gemeindeverbindungsstraße verläuft nach Büchenbach (2,6 km nördlich).

## Geschichte
Der Ort wurde 1339 als „ze Aurach“ erstmals urkundlich erwähnt, 1372 erstmals als „Rataurach“ zur besseren Unterscheidung von gleichnamigen Orten in der Umgebung. Benannt wurde der Ort nach dem Fluss Aurach. Der Zusatz Roth- ist eine Lagebezeichnung, die auf das nahe gelegene Roth Bezug nimmt.
Ursprünglich gehörte der Ort denen von Kammerstein. Deren Burg mit sämtlichen Besitzungen, wozu auch Rothaurach gehörte, fiel in der Folgezeit an das Heilige Römische Reich Deutscher Nation zurück. Im 13. Jahrhundert bestand der Ort wahrscheinlich aus 12 Ganzhöfen. 1299 wurde Rothaurach an Emicho von Nassau verpfändet, dessen Familie die Besitzungen 1364 schließlich an die Burggrafen von Nürnberg verkaufte.
Im Urbar für das burggräfliche Amt Schwabach von 1410 wurden für Rothaurach 3 Güter, 3 halbe Güter und 4 Seldengütlein als Besitz angegeben. Laut dem Urbar des nunmehr markgräflichen Amtes Schwabach von 1434 gab es im Ort 17 bzw. 18 Anwesen, wovon 11 bzw. 12 Anwesen markgräflich und 6 fremdherrisch waren. 1530 gehörten dem Markgrafen 5 Höfe, 1 öde Hofstatt und 4 Güter. 9 Anwesen waren fremdherrisch. Im 16-Punkte-Bericht für das Oberamt Roth von 1608 gab es in Rothaurach 22 Anwesen, von dem 1 Anwesen dem Kastenamt Roth unterstand. Laut den Vetter’schen Oberamtsbeschreibungen von 1732 gab es in Rothaurach 16 Anwesen, wovon 10 markgräflich (Kastenamt Schwabach: 4, Kastenamt Roth: 3, Gottheshaus Roth: 3) und 6 nürnbergisch waren (Spitalamt Heilig Geist, Landesalmosenamt, Klarenamt, Tucher, Imhoff, Fürer).
Gegen Ende des 18. Jahrhunderts gab es in Rothaurach 23 Anwesen und ein Gemeindehirtenhaus. Das Hochgericht nördlich der Aurach übte das brandenburg-ansbachische Oberamt Schwabach aus, das Hochgericht südlich der Aurach das Oberamt Roth. Die Dorf- und Gemeindeherrschaft hatte das Brandenburg-ansbachische Kastenamt Schwabach. Grundherren waren das Fürstentum Ansbach (15 Anwesen; Kastenamt Roth: 1 Köblergut; zum Kastenamt Roth steuerbar und der Kirche Roth zins- und handlohnbar: 1 Köblergut, 2 Gütlein; Kastenamt Schwabach: 1 Ganzhof, 3 Ganzhöfe mit Zubaugütlein, 1 Halbhof, 1 Köblergut, 3 Gütlein, 1 Gütlein mit Zapfenwirtschaft, 1 Leerhaus), die Reichsstadt Nürnberg (Landesalmosenamt: 2 Halbhöfe; St. Klara-Klosteramt: 1 Gütlein; St. Katharina-Klosteramt: 1 Ganzhof) und Nürnberger Eigenherren (von Fürer: 1 Halbhof; von Imhoff: 2 Halbhöfe; von Tucher: 1 Gut mit Mahlmühle).
Von 1797 bis 1808 unterstand der Ort dem Justiz- und Kammeramt Roth. 1806 kam Rothaurach an das Königreich Bayern. Im Rahmen des Gemeindeedikts wurde 1808 der Steuerdistrikt Rothaurach gebildet, zu dem Kauernhofen gehörte. 1811 entstand die Ruralgemeinde Rothaurach, die deckungsgleich mit dem Steuerdistrikt war. Sie war in Verwaltung und Gerichtsbarkeit dem Landgericht Pleinfeld (1858 in Landgericht Roth umbenannt) zugeordnet und in der Finanzverwaltung dem Rentamt Spalt (1919 in Finanzamt Spalt umbenannt). 1861 wurde auf dem Gemeindegebiet Roth Bahnhof gegründet. Ab 1862 gehörte Rothaurach zum Bezirksamt Schwabach (1939 in Landkreis Schwabach umbenannt). Die Gerichtsbarkeit blieb beim Landgericht Roth (1879 in Amtsgericht Roth umbenannt), seit 1970 ist das Amtsgericht Schwabach zuständig. Die Gemeinde hatte ursprünglich eine Gebietsfläche von 8,843 km². Nach 1900, jedoch vor 1904 wurde Kauernhofen und Roth Bahnhof nach Roth umgemeindet, wodurch sich die Gemeindegebietsfläche auf 7,196 km² verringerte. 1932 wurde das Finanzamt Spalt aufgelöst. Seitdem gehörte Rothaurach zum Sprengel des Finanzamtes Schwabach. 1964 hatte die Gemeinde eine Gebietsfläche von 6,975 km². Am 1. Januar 1972 wurde Rothaurach im Zuge der Gebietsreform in Bayern nach Roth eingegliedert.
Die Erd- und Tiefbaufirma Reithelshöfer am Ortsausgang in Richtung Abenberg ist neben den landwirtschaftlichen Betrieben der einzige nennenswerte Gewerbebetrieb. Die Einkaufsmöglichkeiten beschränken sich auf eine Bäckereifiliale.

### Baudenkmäler
In Rothaurach gibt es drei Baudenkmäler:
- Schwabacher Str. 22: Wohnstallhaus
- Schwabacher Str. 35: Dreiseithof
- Schwabacher Str. 42: Ehemaliges Wohnstallhaus

### Einwohnerentwicklung
Gemeinde Rothaurach
| Jahr      | 1818   | 1840   | 1852   | 1855   | 1861   | 1867   | 1871   | 1875   | 1880   | 1885   | 1890   | 1895   | 1900   | 1905   | 1910   | 1919   | 1925   | 1933   | 1939   | 1946   | 1950   | 1952   | 1961   | 1970   |
| Einwohner | 301    | 350    | 398    | 390    | 414    | 439    | 426    | 395    | 461    | 486    | 487    | 563    | 665    | 215    | 209    | 203    | 231    | 230    | 224    | 344    | 329    | 327    | 339    | 505    |
| Häuser    | 56     | 51     |        |        |        |        | 80     |        |        | 78     | 85     |        | 105    |        |        |        | 49     |        |        |        | 50     |        | 68     |        |
| Quelle    | [ 24 ] | [ 25 ] | [ 26 ] | [ 26 ] | [ 27 ] | [ 28 ] | [ 29 ] | [ 30 ] | [ 31 ] | [ 16 ] | [ 32 ] | [ 26 ] | [ 17 ] | [ 26 ] | [ 33 ] | [ 26 ] | [ 34 ] | [ 26 ] | [ 26 ] | [ 26 ] | [ 35 ] | [ 26 ] | [ 19 ] | [ 36 ] |

Ort Rothaurach
| Jahr      | 001818 | 001840 | 001861 | 001871 | 001885 | 001900 | 001925 | 001950 | 001961 | 001970 | 001987 | 002008 | 002013 | 002018 |
| Einwohner | 198    | 222    | 237    | 225    | 209    | 212    | 231    | 329    | 339    | 505    | 1270   | 1851   | 1857   | 1885   |
| Häuser    | 33     | 32     |        |        | 36     | 45     | 49     | 50     | 68     |        | 298    |        |        |        |
| Quelle    | [ 24 ] | [ 25 ] | [ 27 ] | [ 29 ] | [ 16 ] | [ 17 ] | [ 34 ] | [ 35 ] | [ 19 ] | [ 36 ] | [ 37 ] | [ 38 ] |        | [ 2 ]  |

## Religion
Rothaurach ist seit der Reformation evangelisch-lutherisch geprägt und bis heute nach St. Willibald (Büchenbach) gepfarrt. Die Einwohner römisch-katholischer Konfession waren ursprünglich nach Herz Jesu (Büchenbach) gepfarrt, heute ist die Pfarrei Maria Aufnahme in den Himmel (Roth) zuständig.

## Wanderwege
Durch Rothaurach führt der Fernwanderweg Rangau-Pfalz-Weg und der Rund-Fernwanderweg Burgen und Schlösser.